# Capitale américaine de la culture
Pour les articles homonymes, voir Capitale de la culture.

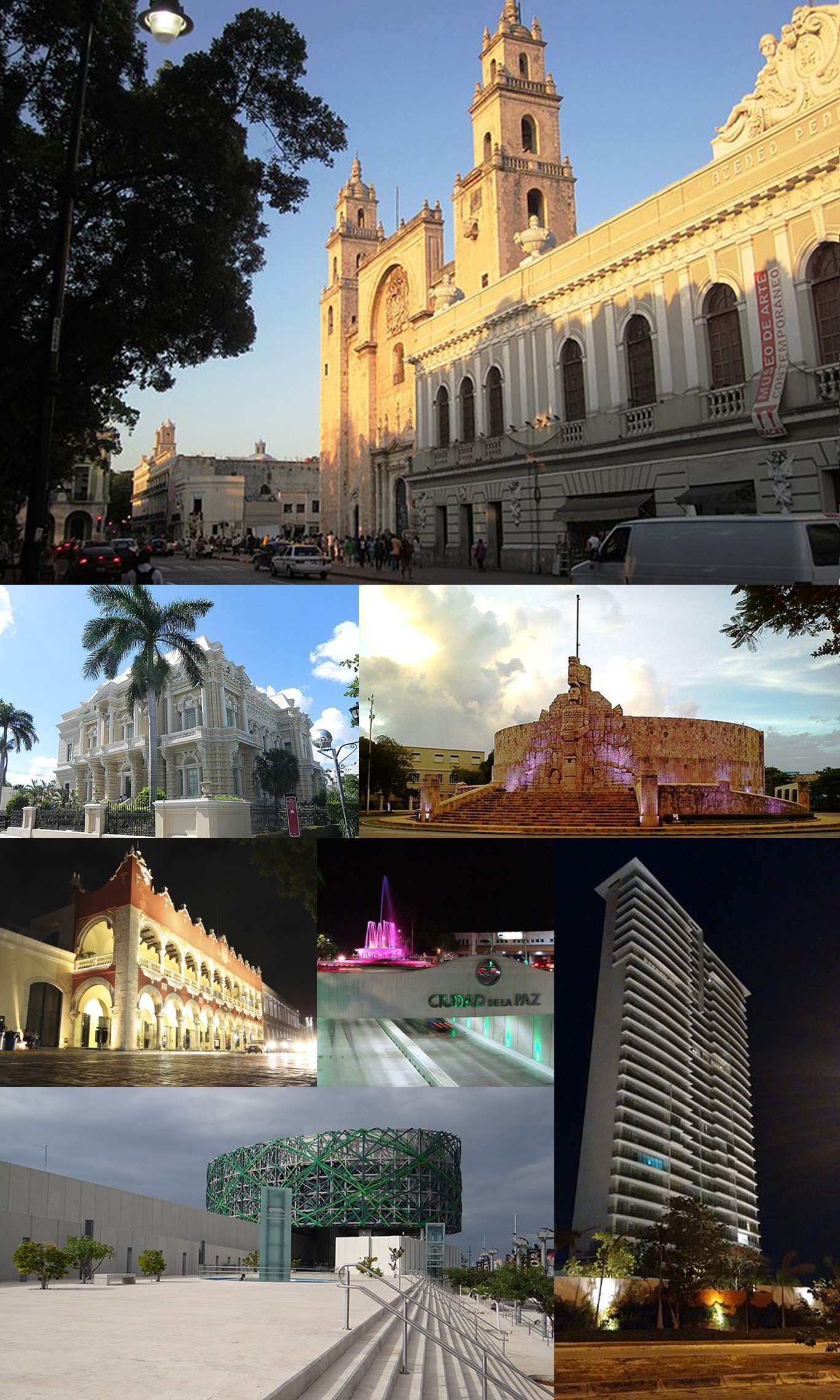
Ville de Mérida (Yucatan), Capitale américaine de la culture en 2000

Le titre de Capitale américaine de la culture a été créé en 1997 par l'organisation non gouvernementale Organisation Capitale américaine de la Culture (en espagnol Organización Capital Americana de la Cultura). L'organisation choisit chaque année une ville en Amérique pour devenir la capitale américaine de la culture pour une période d'un an.
L'organisation affirme que l'initiative s'inspire fortement de la Capitale européenne de la culture, elle bénéficie du soutien de l'Organisation des États américains, l'OEA, qui n'est cependant pas impliquée dans le processus de sélection.

## Liste des Capitales américaines de la culture
| Année | Ville                 | Pays                   |
| ----- | --------------------- | ---------------------- |
| 2000  | Mérida                | Mexique                |
| 2001  | Iquique               | Chili                  |
| 2002  | Maceió                | Brésil                 |
| 2003  | Panamá                | Panama                 |
| 2003  | Curitiba              | Brésil                 |
| 2004  | Santiago              | Chili                  |
| 2005  | Guadalajara           | Mexique                |
| 2006  | Córdoba               | Argentine              |
| 2007  | Cuzco                 | Pérou                  |
| 2008  | Brasilia              | Brésil                 |
| 2009  | Asuncion              | Paraguay               |
| 2010  | Santo Domingo         | République dominicaine |
| 2011  | Quito                 | Équateur               |
| 2012  | São Luís              | Brésil                 |
| 2013  | Barranquilla          | Colombie               |
| 2014  | Colima                | Mexique                |
| 2015  | Mayagüez              | Porto Rico             |
| 2016  | Valdivia              | Chili                  |
| 2017  | Mérida                | Mexique                |
| 2018  | Anzoátegui            | Venezuela              |
| 2019  | San Miguel de Allende | Mexique                |
| 2020  | Punta Arenas          | Chili                  |
| 2021  | Estado de Zacatecas   | Mexique                |
| 2022  | Colombia              | Mexique                |
| 2023  | Aguas Calientes       | Mexique                |
| 2024  | Nayarit               | Mexique                |
|       |                       |                        |